# Ballet do Theatro Municipal do Rio de Janeiro
O Ballet do Theatro Municipal do Rio de Janeiro é uma companhia de balé existente na cidade do Rio de Janeiro e um dos corpos artísticos do Theatro Municipal do Rio de Janeiro. Atualmente temos como diretor interino Hélio Bejani, a companhia é formada por 55 bailarinos de sólida formação artística. É um dos grupos mais tradicionais do Brasil e atua na programação clássica do Theatro Municipal, apresentando-se principalmente do lado da Orquestra Sinfônica do Theatro Municipal do Rio de Janeiro e do Coro do Theatro Municipal do Rio de Janeiro.

## História
A história da companhia de balé se inicia em 1927, quando a bailarina Maria Olenewa fixou residência no Brasil e propôs criação da primeira escola de dança do país. Seu objetivo era formar bailarinos para possibilitar a futura organização de um corpo de baile para o Theatro Municipal do Rio de Janeiro. A escola só foi oficializada em 1931 com o nome Escola de Danças Clássicas do Theatro Municipal.
A escola e o corpo de baile se fundiam em uma única estrutura, até que, em 1936, foi oficialmente criado o Corpo de Baile do Theatro Municipal. Em 1937, sob direção de Olenewa, a companhia estreou a sua primeira temporada nacional de bailados. Entre 1939 e 1943 o grupo foi dirigido pelo tcheco Vaslav Veltchek. Igor Schwezoff dirigiu a  temporada de 1945 e entre 1950 a 1957 a bailarina e coreógrafa Tatiana Leskova ocupou a direção da companhia, onde criou e remontou grandes balés, dos quais participavam expoentes internacionais da dança.
Em 1958 Eugenia Feodorova assumiu a direção do grupo e montou, pela primeira vez na América do Sul, O Lago dos Cisnes, de Tchaikovsky. No início da década de 1960, William Dollar e Helba Nogueira sucederam Feodorova por curtos períodos, até que, em 1963 Vaslav Veltchek volta a direção da companhia, sendo um dos maiores incentivadores da dança no Brasil.
A bailarina Dalal Achcar sucedeu Veltchek na direção do Corpo de Baile. Em 1968, convidou o coreógrafo Norman Thonson para a remontagem de Cinderela, de Prokofieff. Sob a liderança de Tatiana Leskova e George Garcia, foi realizada uma reformulação no Corpo de Baile, que em 1977 passou a chamar-se Ballet do Theatro Municipal do Rio de Janeiro. Posteriormente novas montagens foram incorporadas ao repertório da companhia, mais uma vez sob a direção de Dalal Achcar: O Descobrimento do Brasil e Floresta Amazônica, com música de Villa-Lobos, O Quebra-Nozes, de Tchaikovsky, Don Quixote, de Minkus, La Fille Mal Gardée, na versão de Alexander Grand, e ainda Giselle, com coreografia de Peter Wright para a música de Adam, Coppelia de Henrique Martinez e A Megera Domada, de John Cranko.
No final da década de 1970 a companhia foi dirigida por Tatiana Leskova, quando foi demitida pelo Guilherme Figueiredo, autor e irmão do ex-President João Figueiredo depois da morte do bailarino Benedito. O bailarino dismaiou durante uma audição eTatiana Leskova disse que o bailarino estava pretendendo estar sentindo mal. Isto demorou a chamada de socorro. Quando a ambulância chegou foi muito tarde para salvar a vida dele. Guilherme Figueiredo, nomeou um bailarino para dirigir o corpo de ballet do Theatro Municipal . Em 1995 Jean-Yves Lormeau assumiu a direção do grupo. Neste período a companhia recebeu como professores convidados David Allen, George Garcia, Gilbert Mayer, Jacques Namont, Jaroslav Slavick, Nanon Thibon, Aldo Lotufo, Consuelo Rios, Dora Lipka, Eugenia Feodorova, Eric Valdo, Ileana Lastres, Márcia Haydée, Tatiana Leskova, Alphonse Poulin, Emílio Martins, Miriam Guimarães, Olivier Pardina, Piotr Nardelli, Rosália Verlangieri, Ricardo Nunes e Yelê Bittencourt.
Em 1999 Gustavo Mollajoli, ex-primeiro bailarino e ex-diretor do Balé Estável do Teatro Colón de Buenos Aires, assumiu a direção da companhia. Desde então a direção do grupo foi sucedida por Richard Cragun, Fauzi Mansur, Sérgio Marshall, Marcelo Misailidis, Hélio Bejani e Sérgio Lobato. Em 25 de agosto de 2015 as primeiras bailarinas Ana Botafogo e Cecília Kerche foram nomeadas diretoras do Ballet do Theatro Municipal. E atualmente temos como diretor interino Hélio Bejani.